# San Cristobalito, Guerrero
San Cristobalito är en ort i Mexiko.   Den ligger i kommunen Cochoapa el Grande och delstaten Guerrero, i den sydöstra delen av landet, 260 km söder om huvudstaden Mexico City. San Cristobalito ligger 2 308 meter över havet och antalet invånare är 195.
Terrängen runt San Cristobalito är kuperad söderut, men norrut är den bergig. Runt San Cristobalito är det ganska tätbefolkat, med 60 invånare per kvadratkilometer. Närmaste större samhälle är Malinaltepec, 19,8 km väster om San Cristobalito. I omgivningarna runt San Cristobalito växer huvudsakligen savannskog.